# Rouge (film, 2020)
Pour les articles homonymes, voir Rouge (homonymie).
Pour plus de détails, voir Fiche technique et Distribution.
Rouge est un film franco-belge réalisé par Farid Bentoumi et sorti en 2020. Le film est inspiré de faits réels, notamment l'affaire des boues rouges.

## Synopsis
Nour Hamadi, jeune infirmière démissionnaire après un drame survenu dans son hôpital, est engagée comme infirmière et secouriste en milieu professionnel dans l'usine chimique Arkalu dans laquelle travaille son père Slimane depuis 29 ans et où il est délégué syndical. Une journaliste d'investigations indépendante, Emma, enquête sur la gestion des déchets par l'usine. Lors de la conférence tenue dans la salle de conférences de l'usine par un élu écologiste en campagne électorale dans la région, la journaliste pose des questions que les ouvriers jugent dérangeantes sur la pollution et le rejet de liquides toxiques en pleine nature par l'usine. Constatant que nombre d'ouvriers minimisent, voire nient leurs problèmes de santé liés à cette pollution par peur de perdre leur emploi, Nour va s'allier à Emma pour faire éclater le scandale, quitte à se mettre à dos tout le bassin ouvrier local, jusqu'à son propre père et son beau-frère, qui se sentent trahis par Nour et son obstination.

## Fiche technique
Sauf indication contraire, les informations mentionnées dans cette section peuvent être confirmées par la base de données cinématographiques IMDb,  présente dans la section « Liens externes ».
- Titre original : Rouge
- Réalisation : Farid Bentoumi
- Scénario : Farid Bentoumi, en collaboration avec Samuel Doux, Audrey Fouché et Gaëlle Macé
- Musique : Pierre Desprats
- Décors : David Faivre
- Costumes : Caroline Spieth
- Photographie : Georges Lechaptois
- Production : Frédéric Jouve
  - Coproduction : Jean-Pierre et Luc Dardenne
  - Production associée : Marie Lecoq et Philippe Logie
  - Production déléguée : Delphine Tomson
- Sociétés de production : Les Films Velvet ; coproduit par Les Films du Fleuve ; en association avec la SOFICA Indéfilms 8
- Sociétés de distribution : Ad Vitam Distribution (France), Cinéart (Belgique)
- Pays de production :  France,  Belgique
- Format : couleur — 2,35:1
- Genre : drame
- Durée : 86 minutes
- Dates de sortie[1] :
  - France : 11 septembre 2020 (festival du cinéma américain de Deauville) ; 11 août 2021 (sortie nationale)
  - Suisse : 19 septembre 2020 (festival du film français d'Helvétie)[2]

## Distribution
- Zita Hanrot : Nour Hamadi
- Sami Bouajila : Slimane Hamadi
- Céline Sallette : Emma
- Olivier Gourmet : Stéphane Perez
- Henry-Noël Tabary : Greg
- Alka Balbir : Sofia

## Tournage
Le tournage a lieu en juillet 2019 en Isère (Grenoble, et dans sa région, Saint-Égrève, Gières, Échirolles, Vizille, Revel, Jarrie, La Tronche) et en Savoie (Grand-Aigueblanche, Albertville, usine Carbone Savoie à La Léchère). Quelques scènes sont par ailleurs tournées en Belgique, à Saint-Ghislain.

## Distinction
- Label Festival de Cannes 2020